# Valach (přírodní rezervace)
Valach je přírodní rezervace zhruba čtyři kilometry severozápadně od obce Březová v okrese Opava, poblíž vsi Jelenice, jedné z místních částí města Vítkov. Chráněné území zaujímá svah po pravé straně údolí řeky Moravice. Oblast spravuje Agentura ochrany přírody a krajiny ČR. Důvodem ochrany je porost charakteristický pro úvaly potoků a řek na humosnějších a hlubších profilech.